# 青木繁
青木 繁（あおき しげる、1882年〈明治15年〉7月13日 - 1911年〈明治44年〉3月25日）は日本の洋画家。号は香葩。
明治期の日本絵画のロマン主義的傾向を代表する画家であり、代表作『海の幸』はその記念碑的作品と評されている。若くして日本美術史上に残る作品を次々と生み出したが、名声を得ることなく放浪の末に胸を患い、28歳で早世した。その生涯については虚実取り混ぜたエピソードが多く、半ば伝説化している。短命だったこともあって残された作品の数は多くはなく、代表作『海の幸』を含め、未完成の作品が多い。

## 人物・略歴

### 出生・少年時代

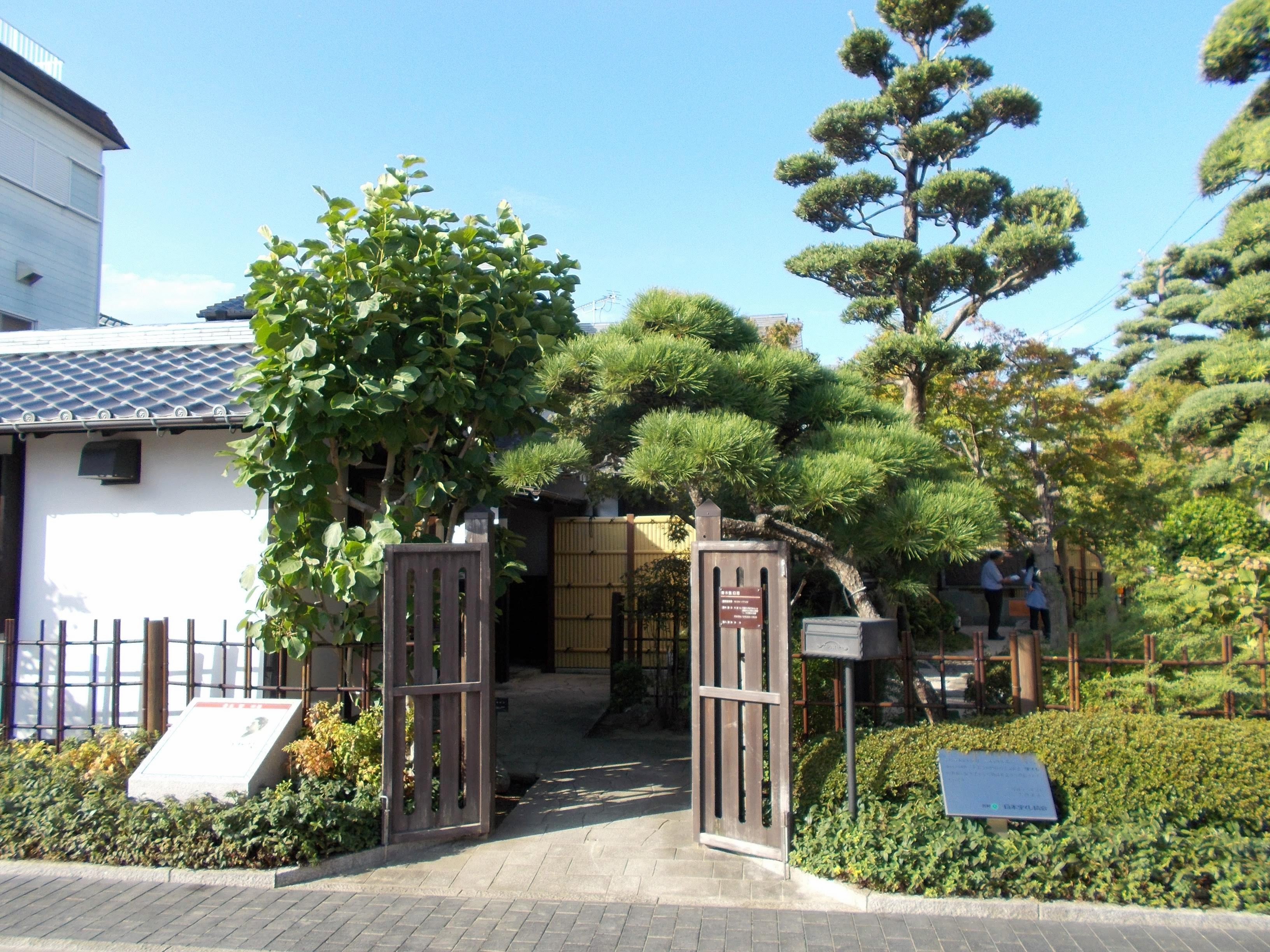
久留米市荘島町の青木繁旧居

現在の福岡県久留米市荘島町にて、旧久留米藩士である青木廉吾 (1849 - 1907) の長男として生誕。武士の系譜を引く父は厳格な人物で息子の画家志望を聞かされた時、「美術だと。武術の間違いではないのか」となじったという逸話が残っている。青木は同じ久留米生まれの洋画家坂本繁二郎とは同い年で小学校の同級生、そして終生の親友であった。同時代人の証言や本人による『自伝草稿』によれば、青木は歴山帝に憧れる早熟な文学少年であったとされる。絵画のほかに短歌もよく詠み、短い生涯に多くの文章を残している。

### 画家時代

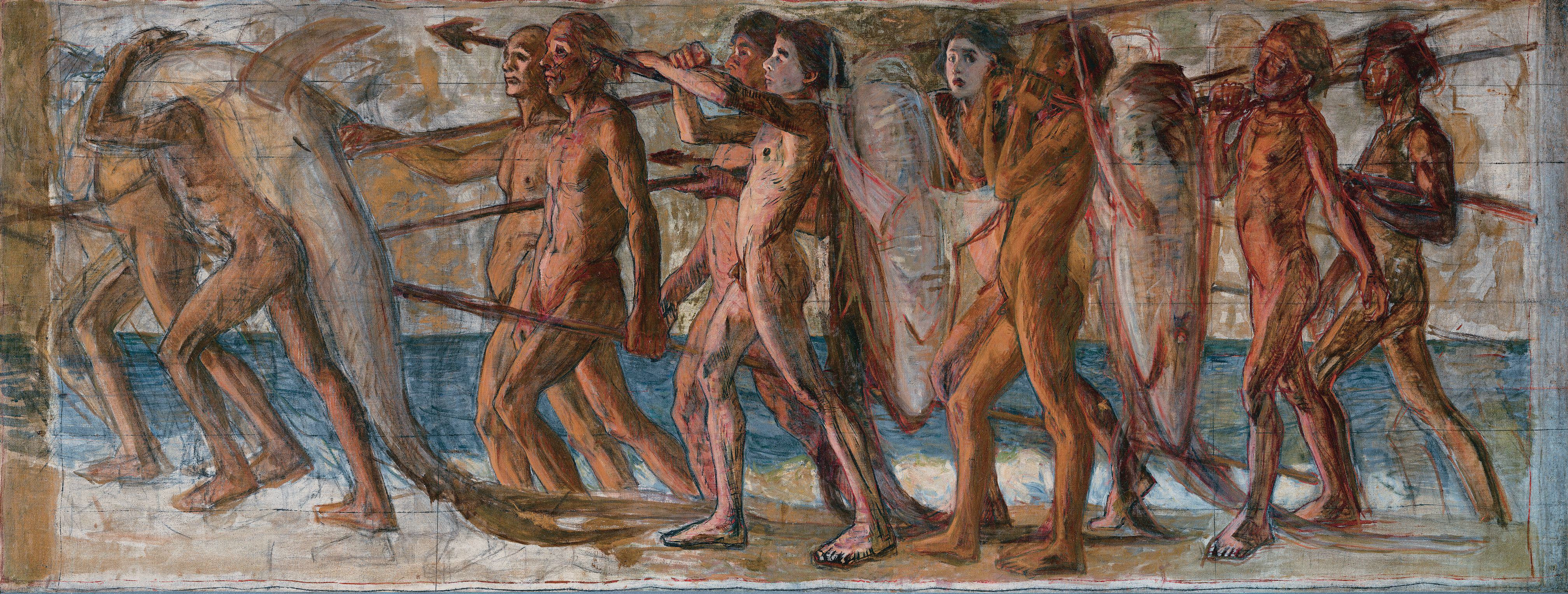
海の幸（1904年、重要文化財、アーティゾン美術館蔵）

青木は1899年（明治32年）、満16歳の時に中学明善校（現：福岡県立明善高等学校）の学業を半ばで放棄して単身上京、画塾「不同舎」に入って主宰者の小山正太郎に師事した。その後肺結核のため麻布中学を中退。1900年（明治33年）、東京美術学校（現：東京芸術大学）西洋画科選科に入学し、黒田清輝から指導を受ける。1902年（明治35年）秋から翌年正月にかけて、久留米から上京していた坂本らと群馬県の妙義山や信州小諸方面へスケッチ旅行へ出かけている。これは無銭旅行に近い珍道中だったことが坂本の書簡などから窺えるが、青木はこの旅行中に多くの優れたスケッチを残している。1903年（明治36年）に白馬会8回展に出品した『神話画稿』は白馬会賞を受賞した。『古事記』を愛読していた青木の作品には古代神話をモチーフにしたものが多く、題材、画風ともにラファエル前派などの19世紀イギリス絵画の影響が見られる。1904年（明治37年）夏、美術学校を卒業したばかりの青木は、坂本や不同舎の生徒で恋人でもあった福田たねらとともに千葉県南部の布良に滞在した。代表作『海の幸』はこの時描かれたもので、画中人物のうちただ1人鑑賞者と視線を合わせている人物のモデルはたねだとされている。この頃が青木の最盛期であった。以後は展覧会への入選も叶わず、下降線をたどっていった。

### 放浪生活・死

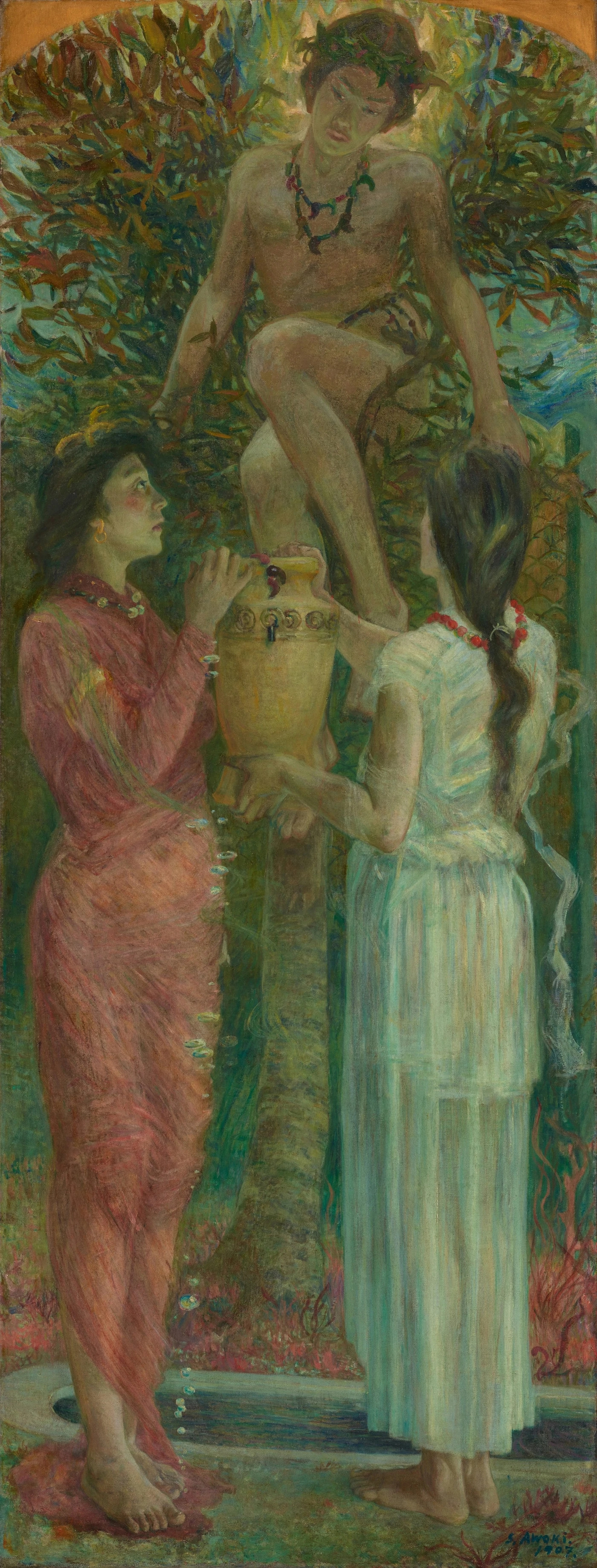
わだつみのいろこの宮（1907年、重要文化財、アーティゾン美術館蔵）

1905年（明治38年）8月、今の茨城県筑西市に滞在中、たねとの間に長男の幸彦（福田蘭童）が誕生した。しかし、彼女とは最後まで入籍しなかった。1907年（明治40年）8月、父・廉吾の危篤の知らせを聞いた青木は単身帰郷するも、程なく父は亡くなった。画家としては天才と言われた青木であったが、父亡き後の家や妻子を支える才はなく、家族と衝突の末に1908年（明治41年）10月、郷里を離れて天草、佐賀など九州各地を放浪する生活に入った。この間にも創作を続け、『月下滞船』（1908年（明治41年））のような佳作もあるが、持病の肺結核が悪化して心身共に衰弱し、画家としてのピークは過ぎていた。1911年（明治44年）3月、福岡市の病院で死去した。享年28。
死の床にあった1910年（明治43年）11月に家族に宛てた、自らの不甲斐なさを詫びる旨の手紙が遺されており、事実上の遺書として知られている。墓所は久留米市順光寺。

### 死後
青木の死後、坂本は遺作展の開催や画集の刊行に奔走。死の翌年である1912年（明治45年）には東京上野と福岡で遺作展が開催され、その翌年には『青木繁画集』が刊行されている。また、1948年（昭和23年）には遺言に従い、筑紫平野を見渡す久留米市兜山（通称「けしけし山」）に繁の歌碑が建立された。除幕式には坂本のほか、たね（当時は野尻姓）、長男の蘭童も出席した。命日に行われるけしけし祭には、青木の短歌「我が国は　筑紫の国や白日別　母います国　櫨多き国」に蘭童が曲をつけた『母います国』が歌われる。2003年（平成15年）には久留米市と地元企業、地域住民らの支援によって、老朽化の進んだ生家が復元整備され、青木繁旧居として一般公開された。館内では青木に関する写真パネルや解説パネル、作品の複製画などが展示されているほか、関連図書および映像資料を閲覧することができる。
ハナ肇とクレージーキャッツの元メンバーで料理研究家の石橋エータローは蘭童の息子であり、青木の孫に当たる。

## 代表作
- 黄泉比良坂 （1903年、東京藝術大学大学美術館蔵）
- 自画像（1904年、東京藝術大学大学美術館蔵）
- 天平時代（1904年、アーティゾン美術館蔵）
- 海の幸（1904年、重要文化財、アーティゾン美術館蔵）
- 大穴牟知命（1905年、アーティゾン美術館蔵）
- 日本武尊（1906年、東京国立博物館蔵）
- わだつみのいろこの宮（1907年、重要文化財、アーティゾン美術館蔵）
- 朝日（1910年、佐賀県立小城高等学校黄城会蔵）

## 青木繁を題材とした作品

### 小説
- 林芙美子「夜猿」新潮社 1950
- 松本清張「私論　青木繁と坂本繁二郎」新潮社 1982

### テレビドラマ
- 演出: 丸林周司「炎の海 -画家・青木繁の愛と死-」NHK月曜特集 NHK 1978年11月

### 戯曲
- 竹内一郎「アレクサンドル昇天―青木繁・神話の棲み処」2015年9月　テアトロ

### 舞台
- オフィス・ワンダーランド「アレクサンドル昇天―青木繁・神話の棲み処」2015年9月　紀伊国屋ホール

## ギャラリー

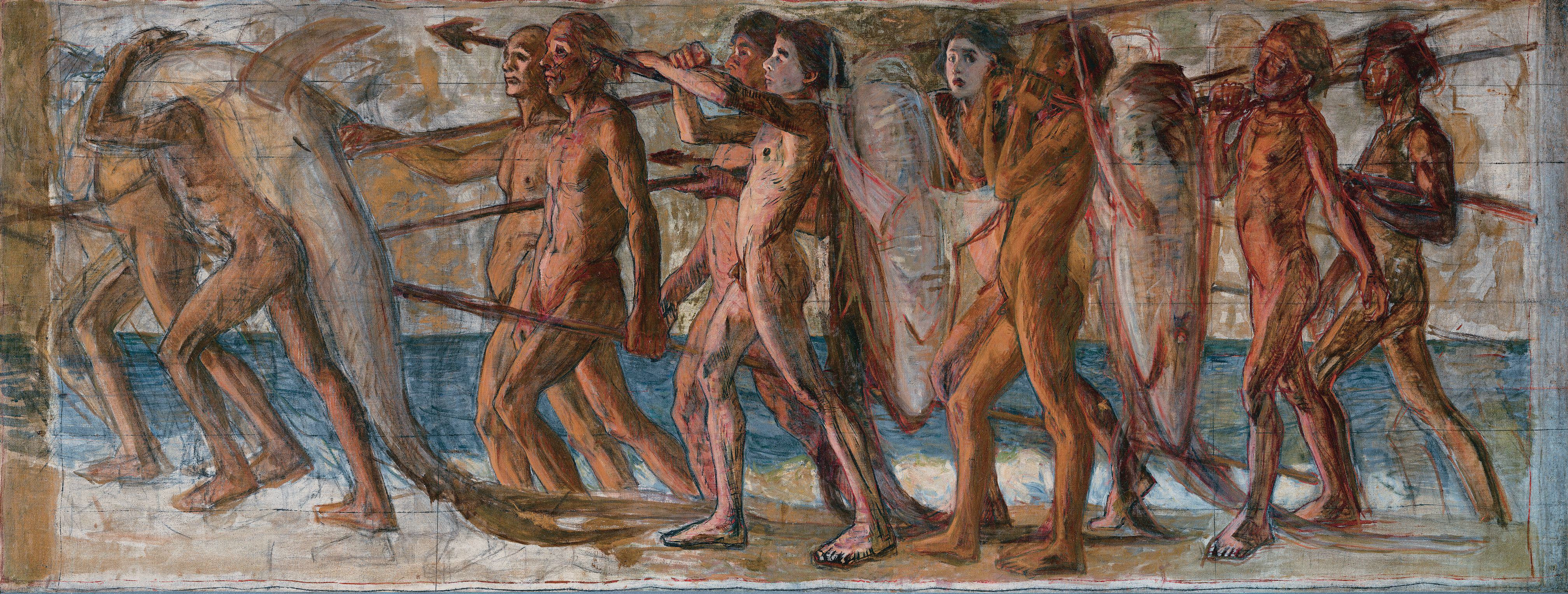
海の幸
男半裸体(1901年、河村美術館蔵)
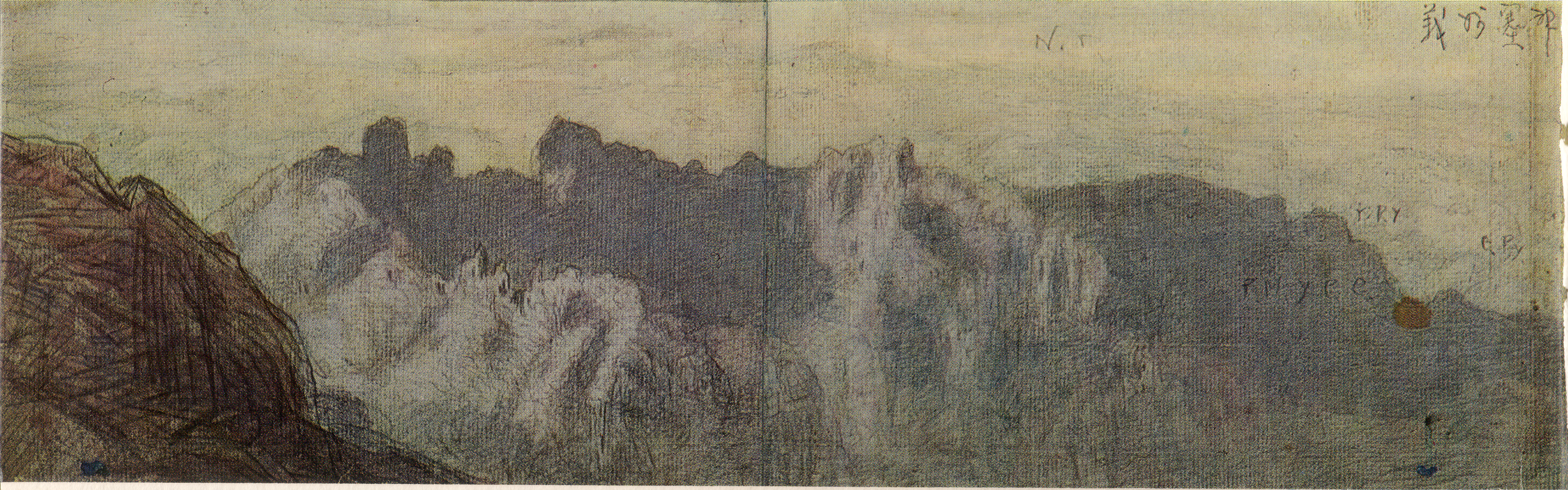
神塞妙義（1902年）
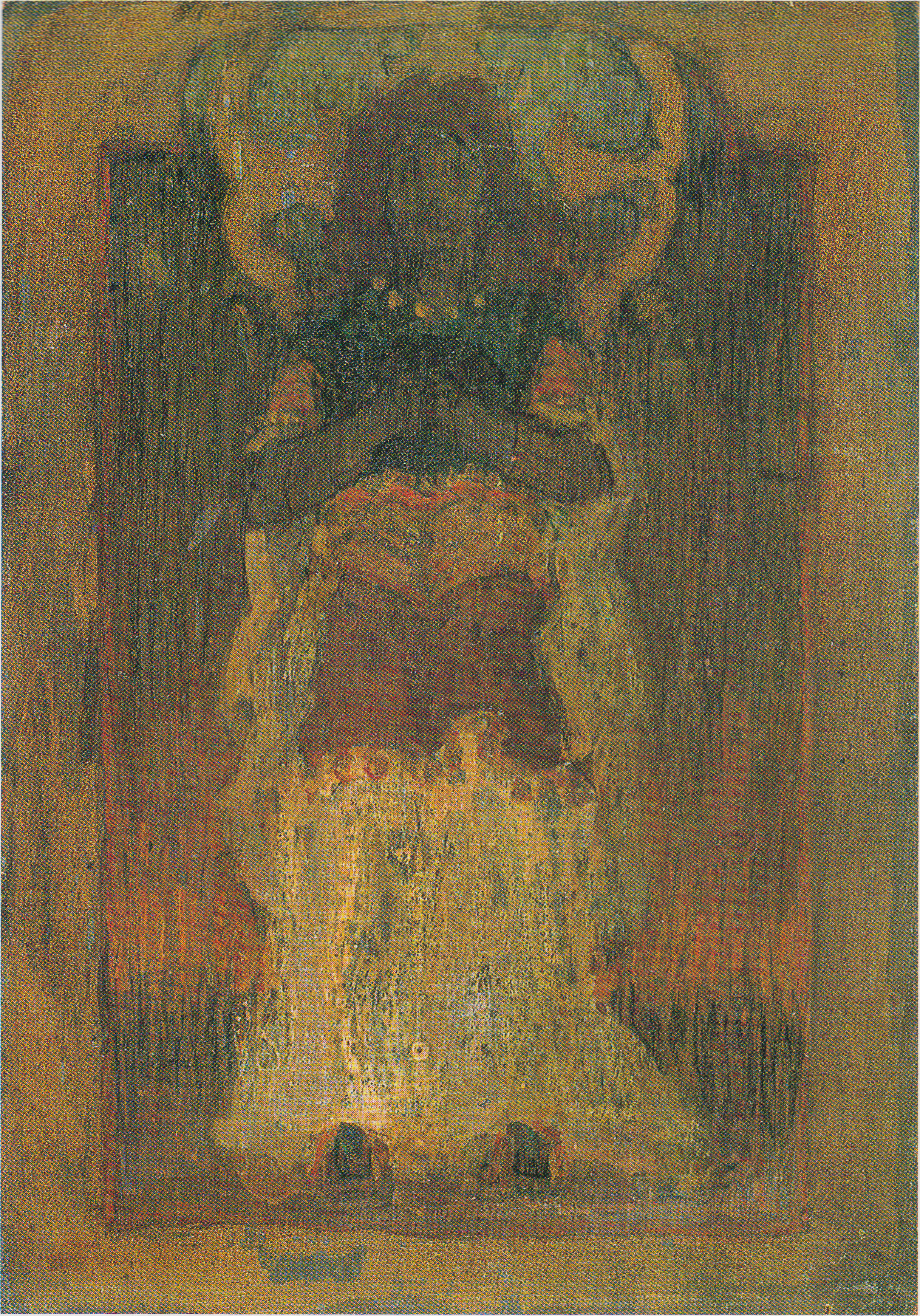
闍威弥尼（1903年、アーティゾン美術館蔵）
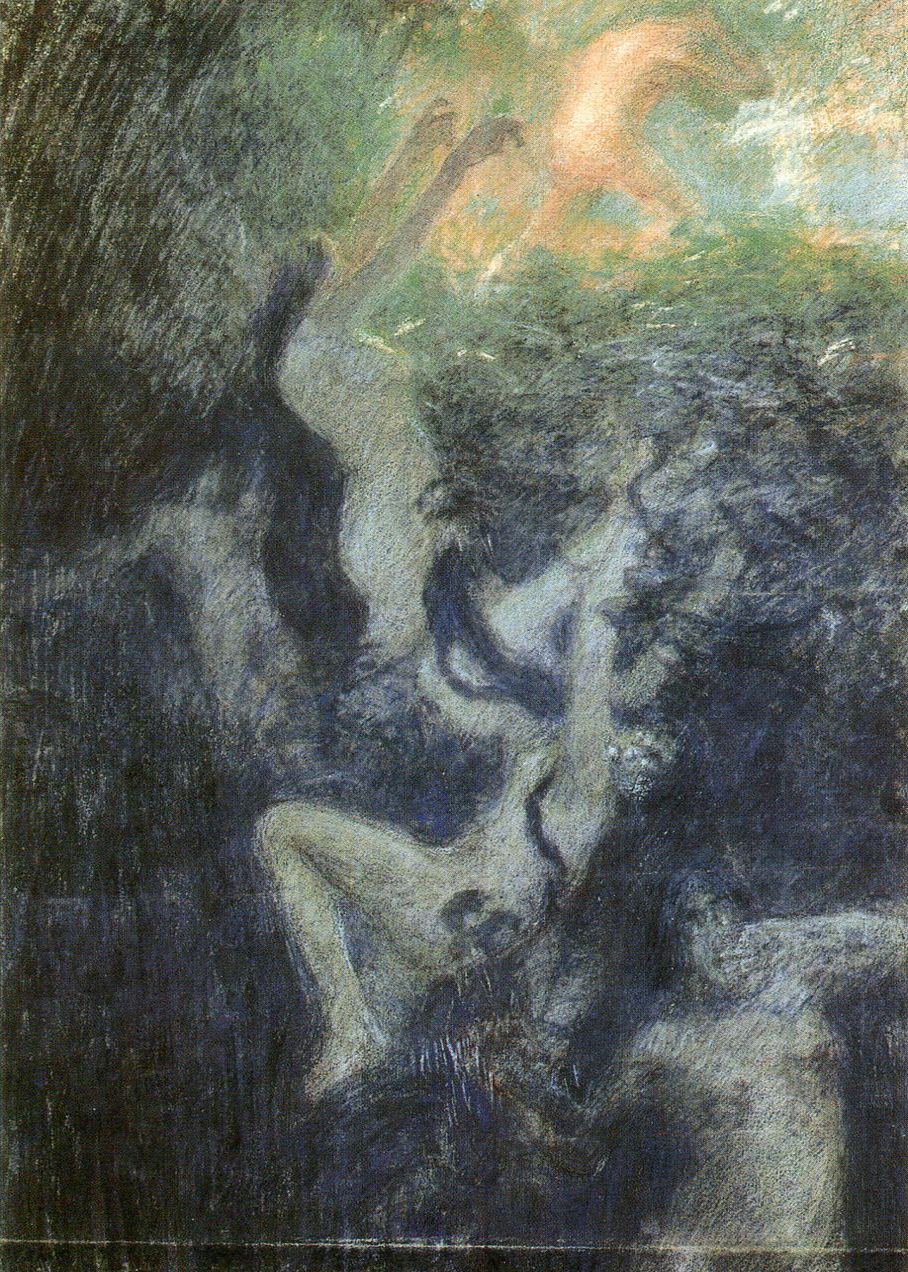
黄泉比良坂（1903年、東京藝術大学大学美術館蔵）
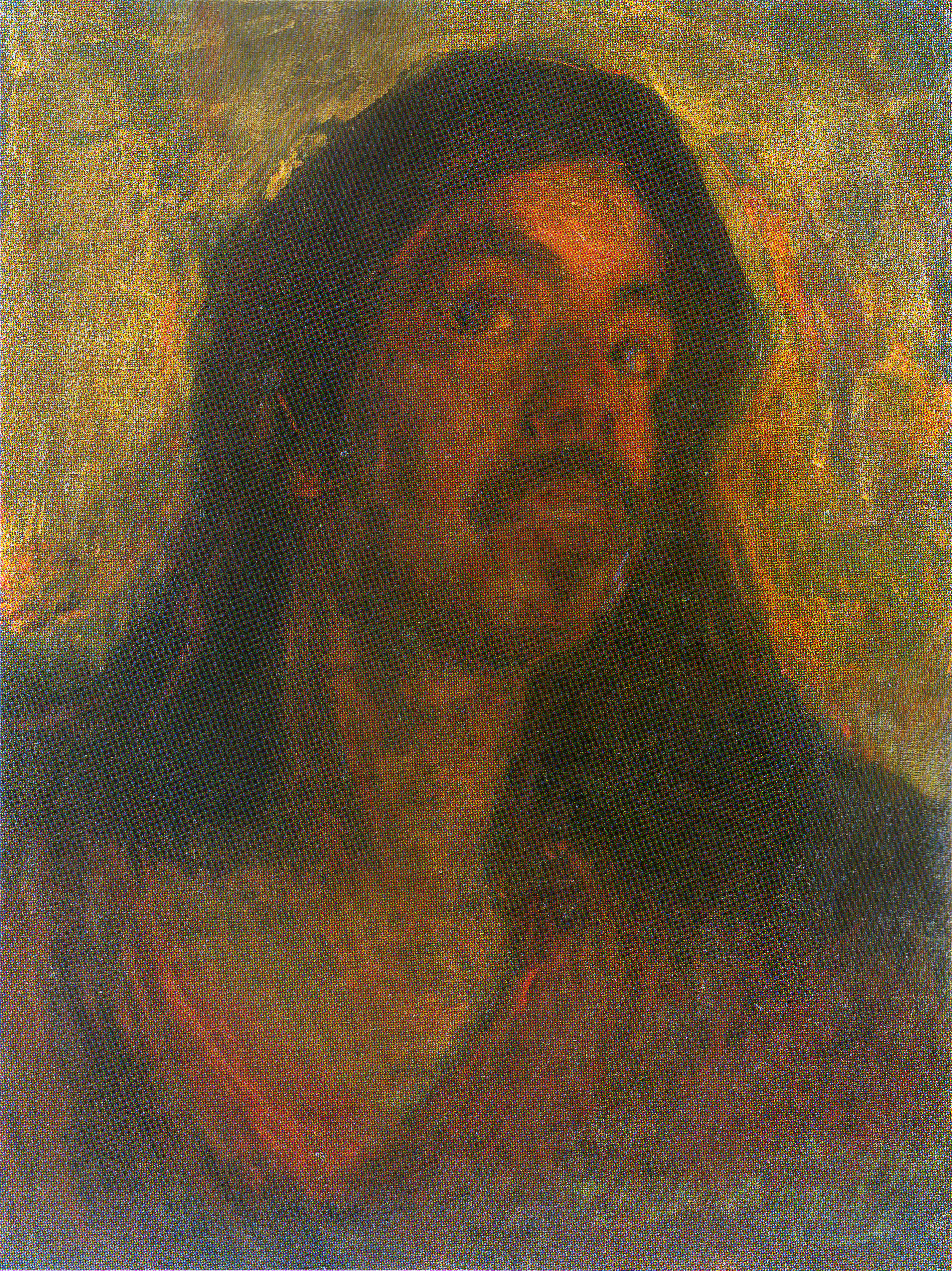
男の顔（1903年、大原美術館蔵）
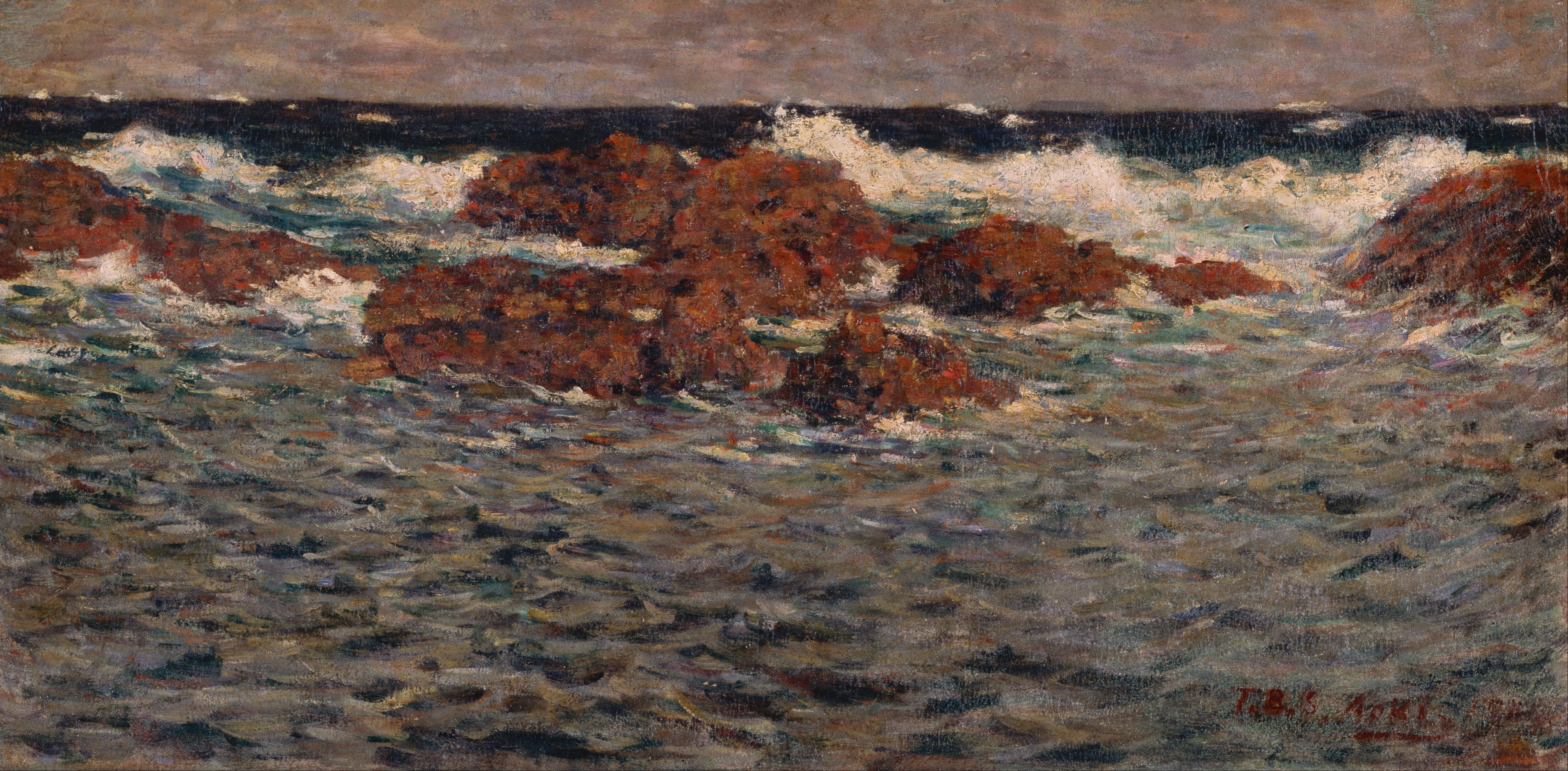
海景（布良の海）（1904年、アーティゾン美術館蔵）
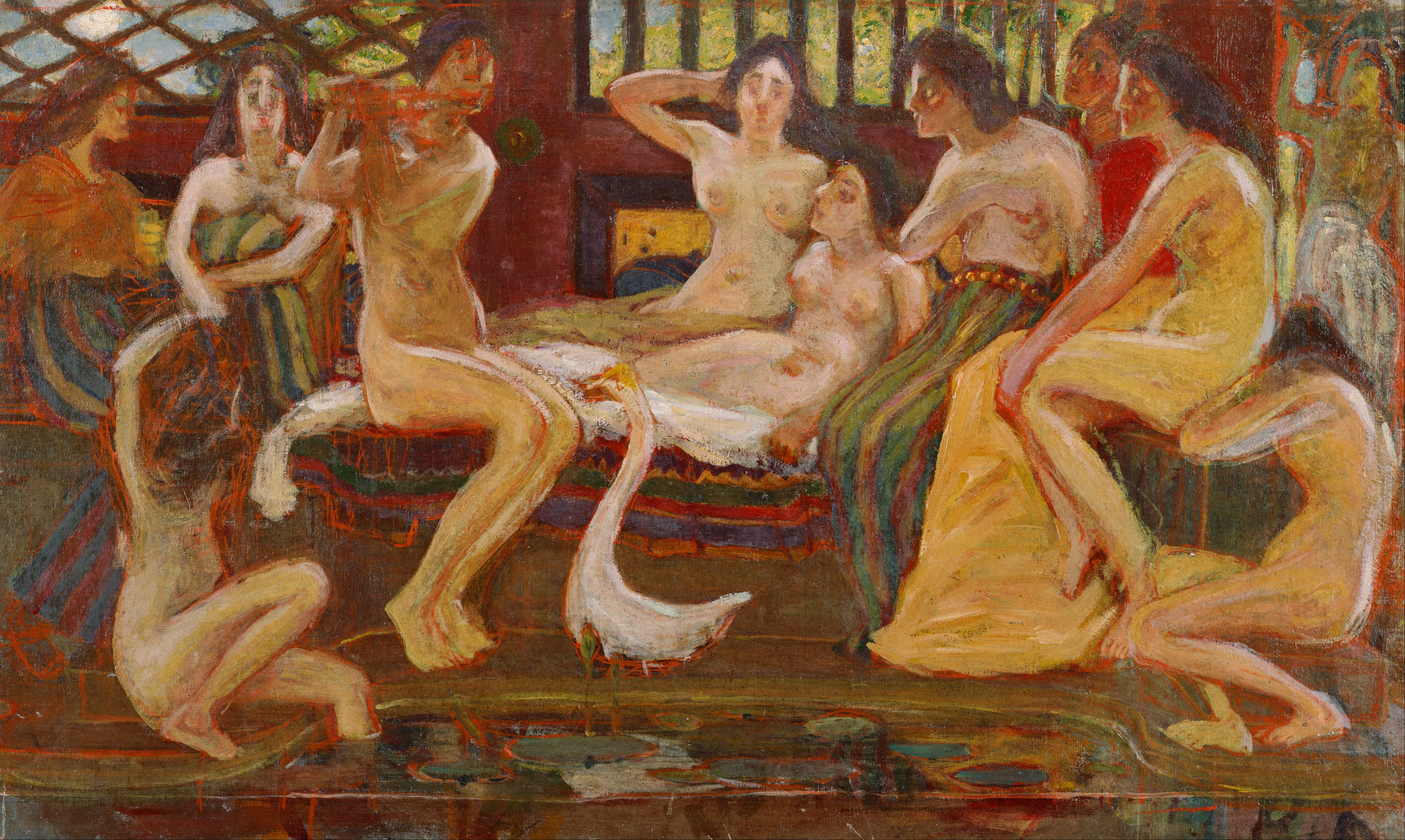
天平時代（1904年、アーティゾン美術館蔵）
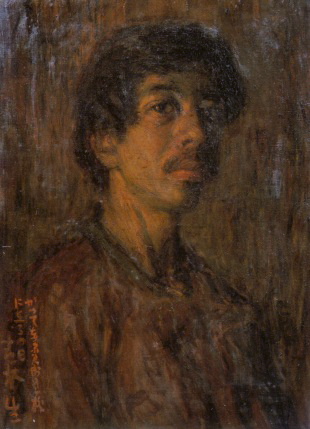
自画像（1904年、東京藝術大学大学美術館蔵）
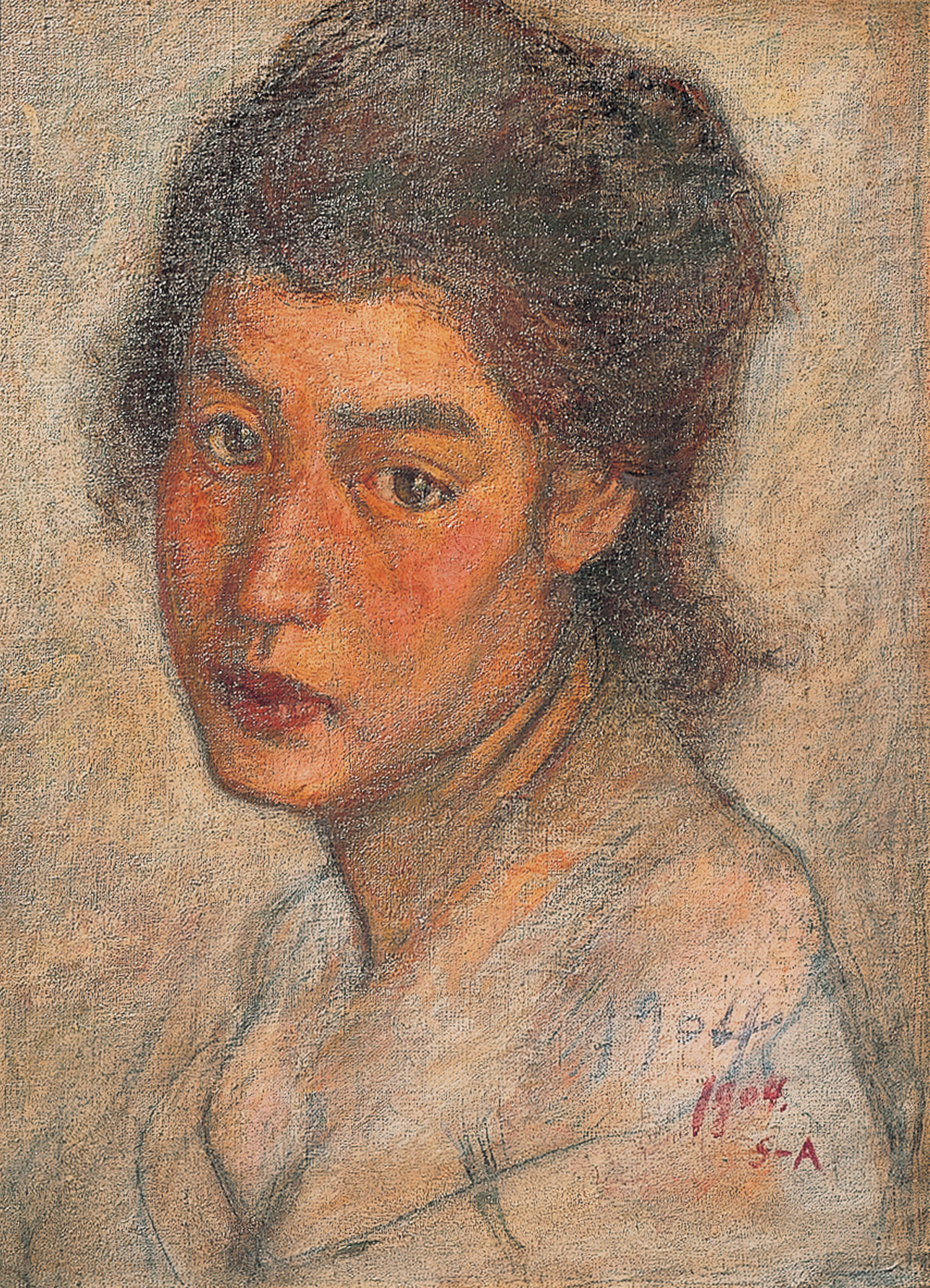
女の顔（1904年、京都国立近代美術館蔵）モデルは福田たね
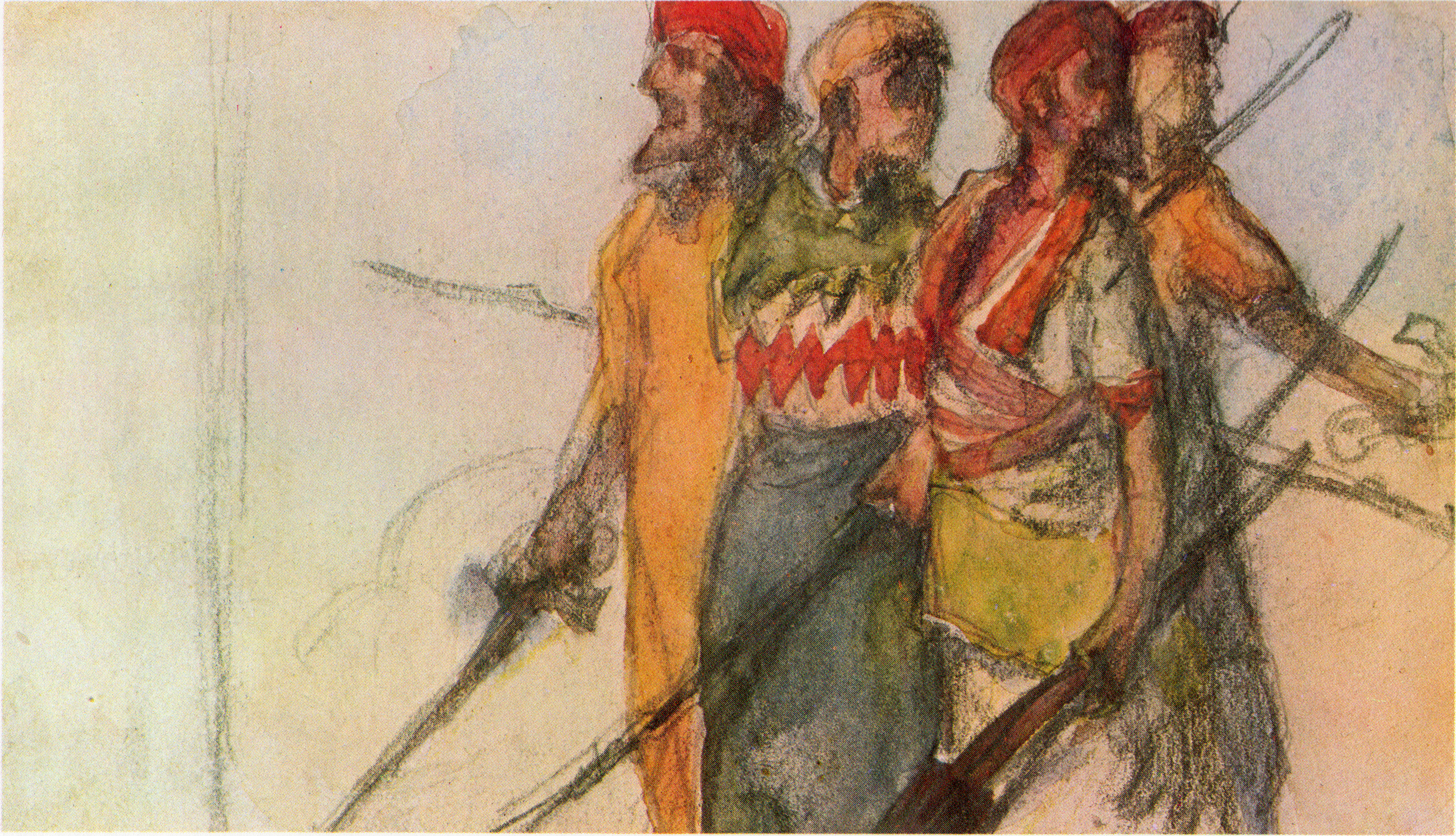
エスキース（1904年）
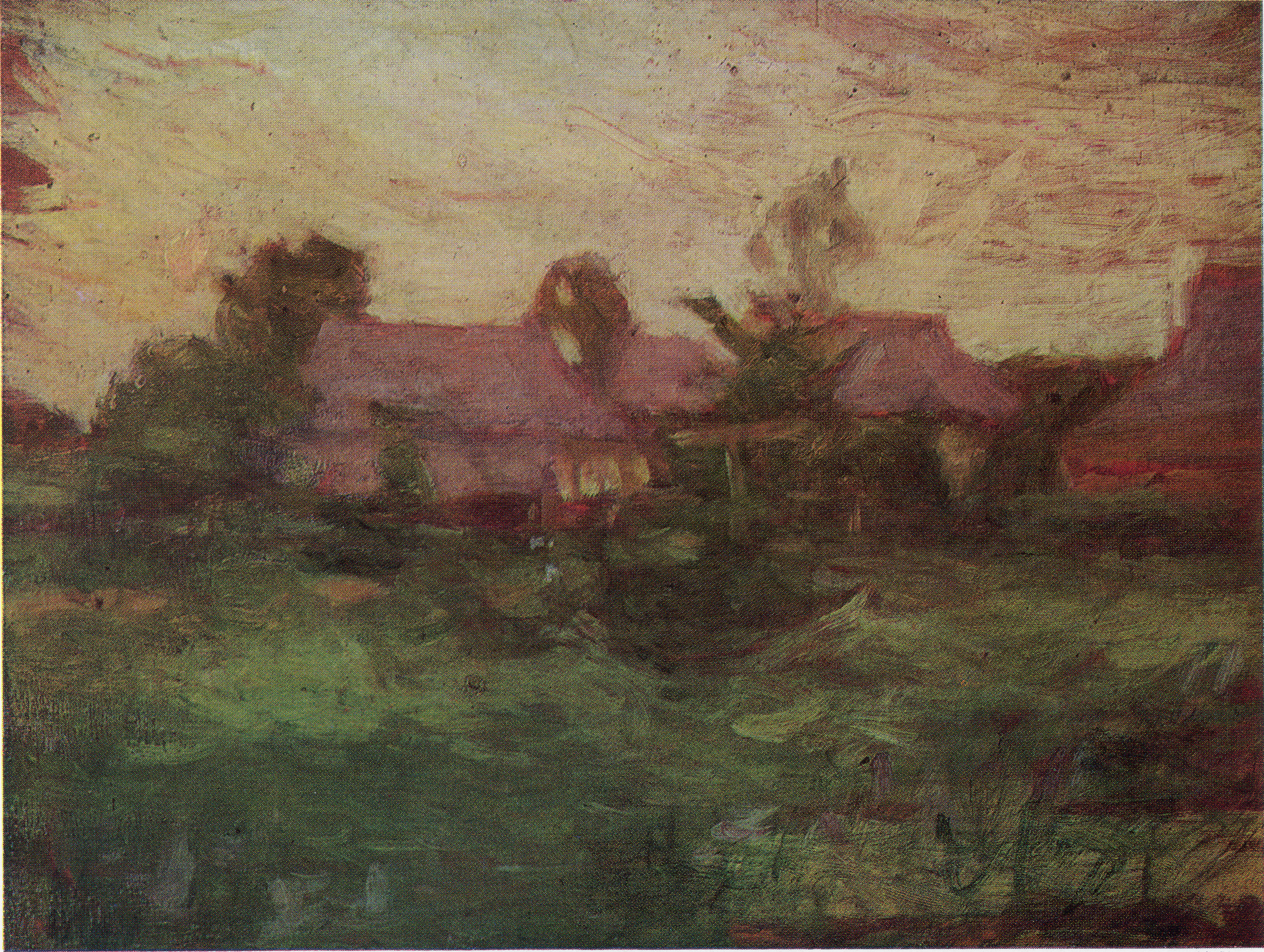
農家（1904年、アーティゾン美術館蔵）
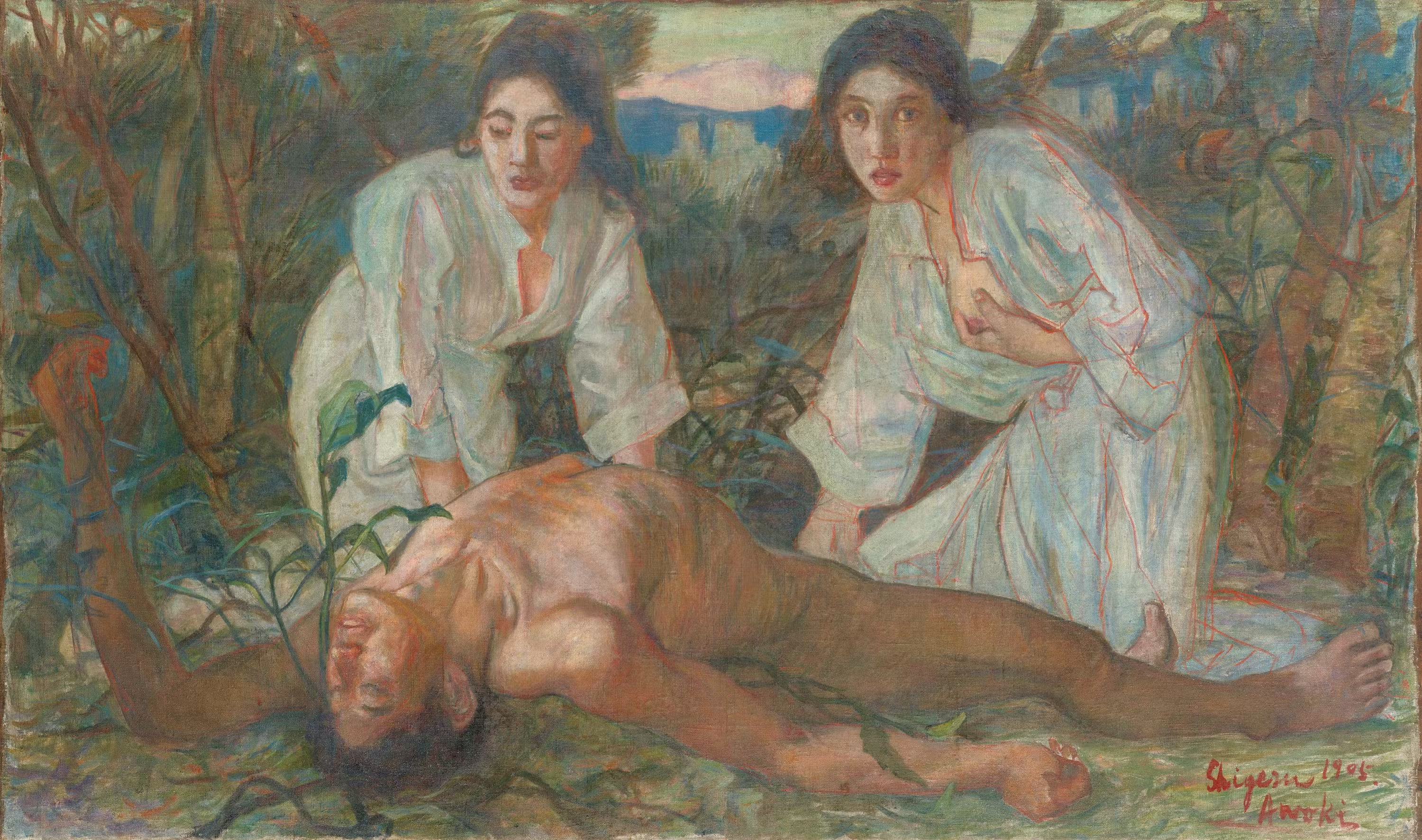
大穴牟知命（1905年、アーティゾン美術館蔵）
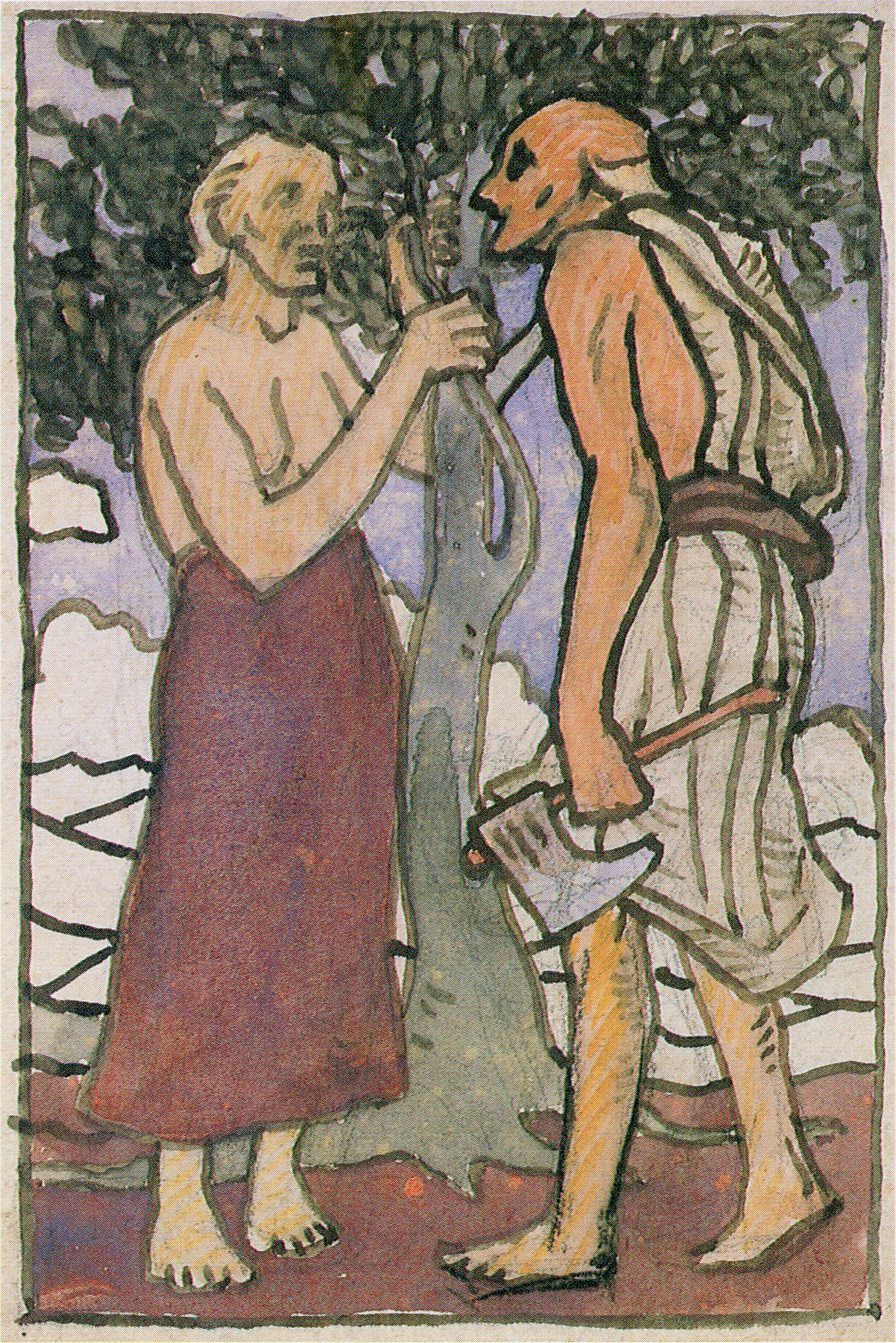
鏽斧（1905年 「春鳥集下絵」として梅野記念絵画館・ふれあい館蔵）
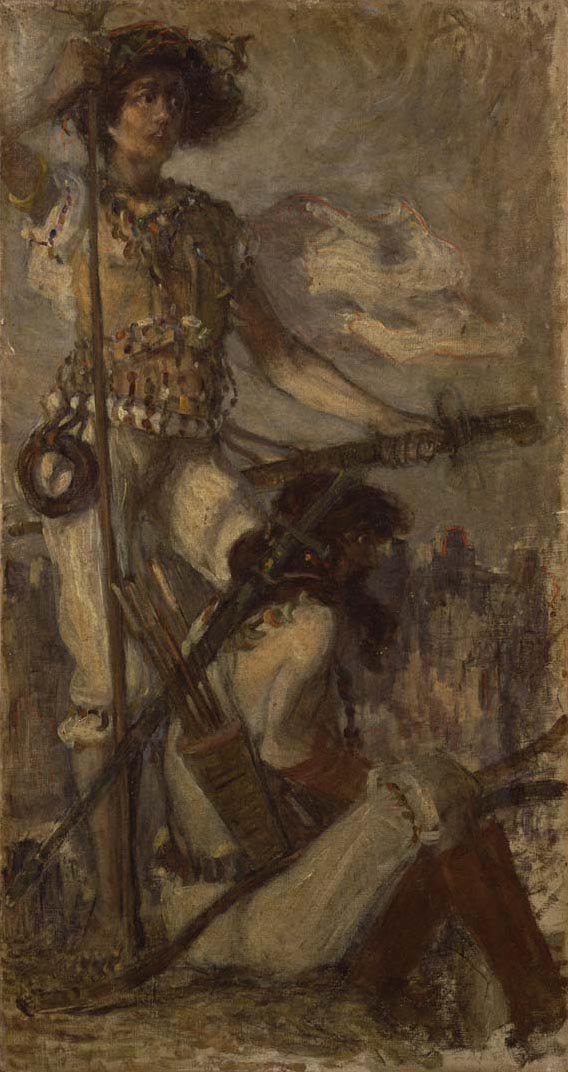
日本武尊（1906年、東京国立博物館蔵）
神話(1906年 河村美術館蔵)
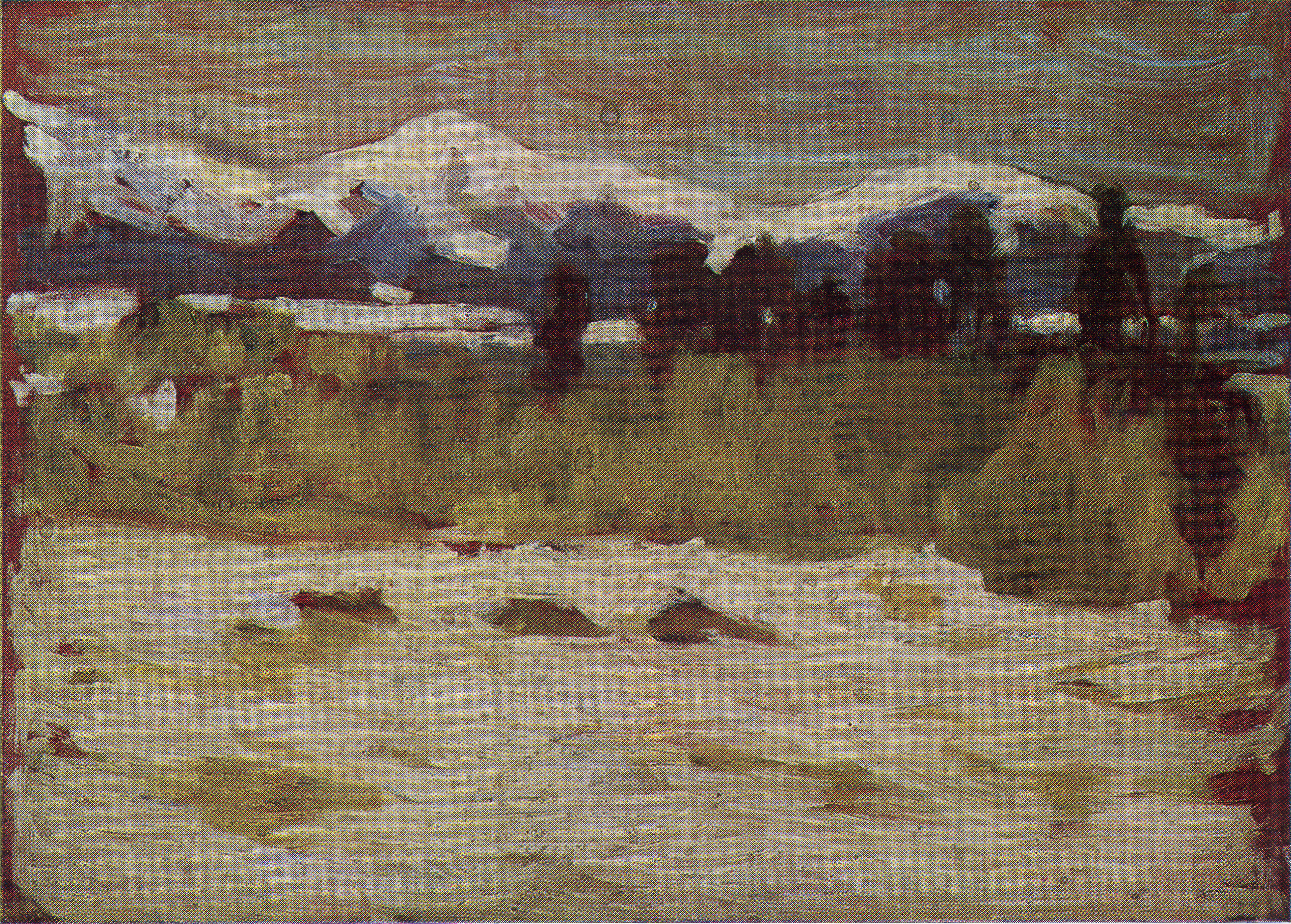
雪解の川(1906年、アーティゾン美術館蔵)
雪景(1906年、アーティゾン美術館蔵)
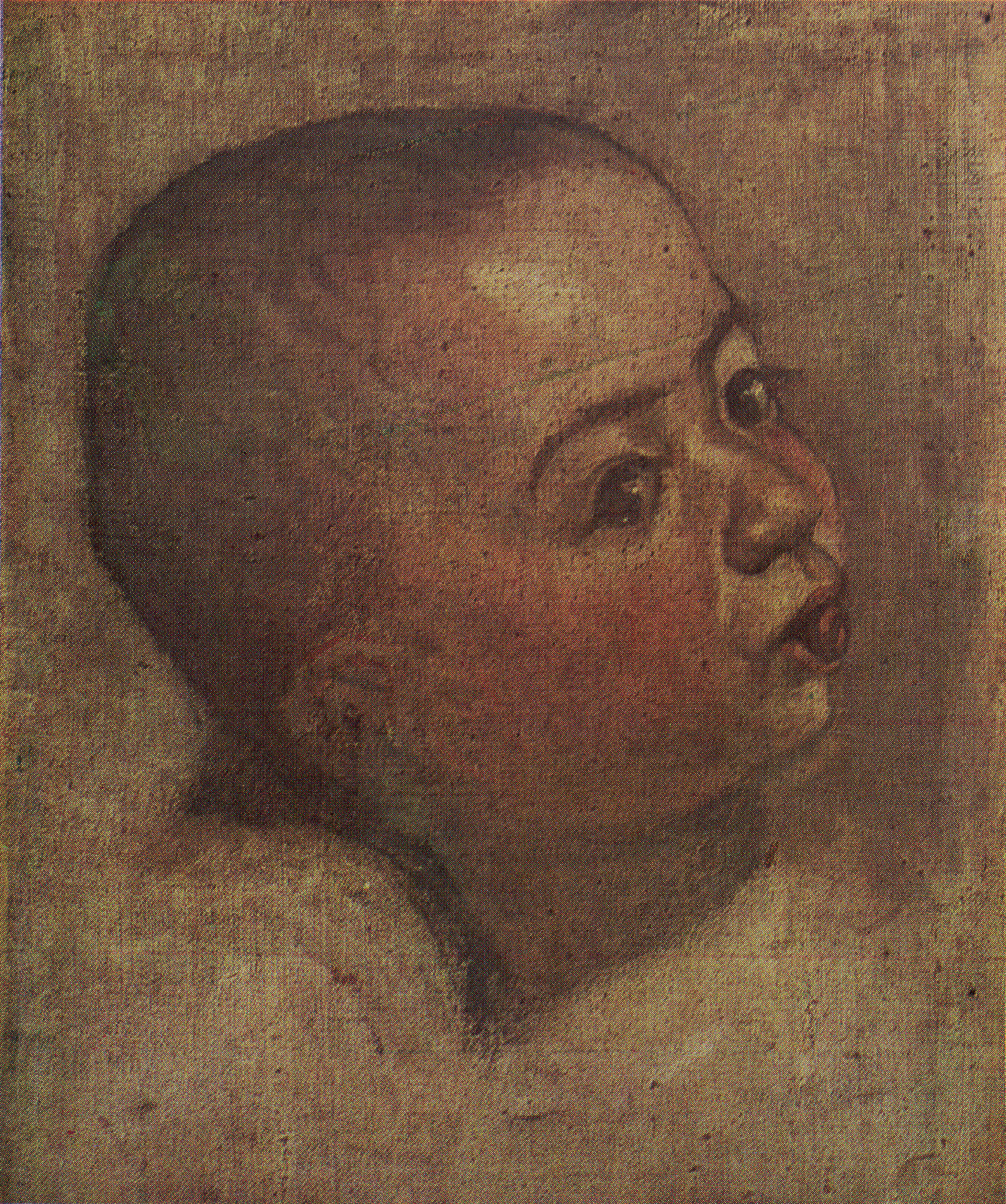
幸彦像(1907年、栃木県立美術館蔵)
暁の祈り（1907年）
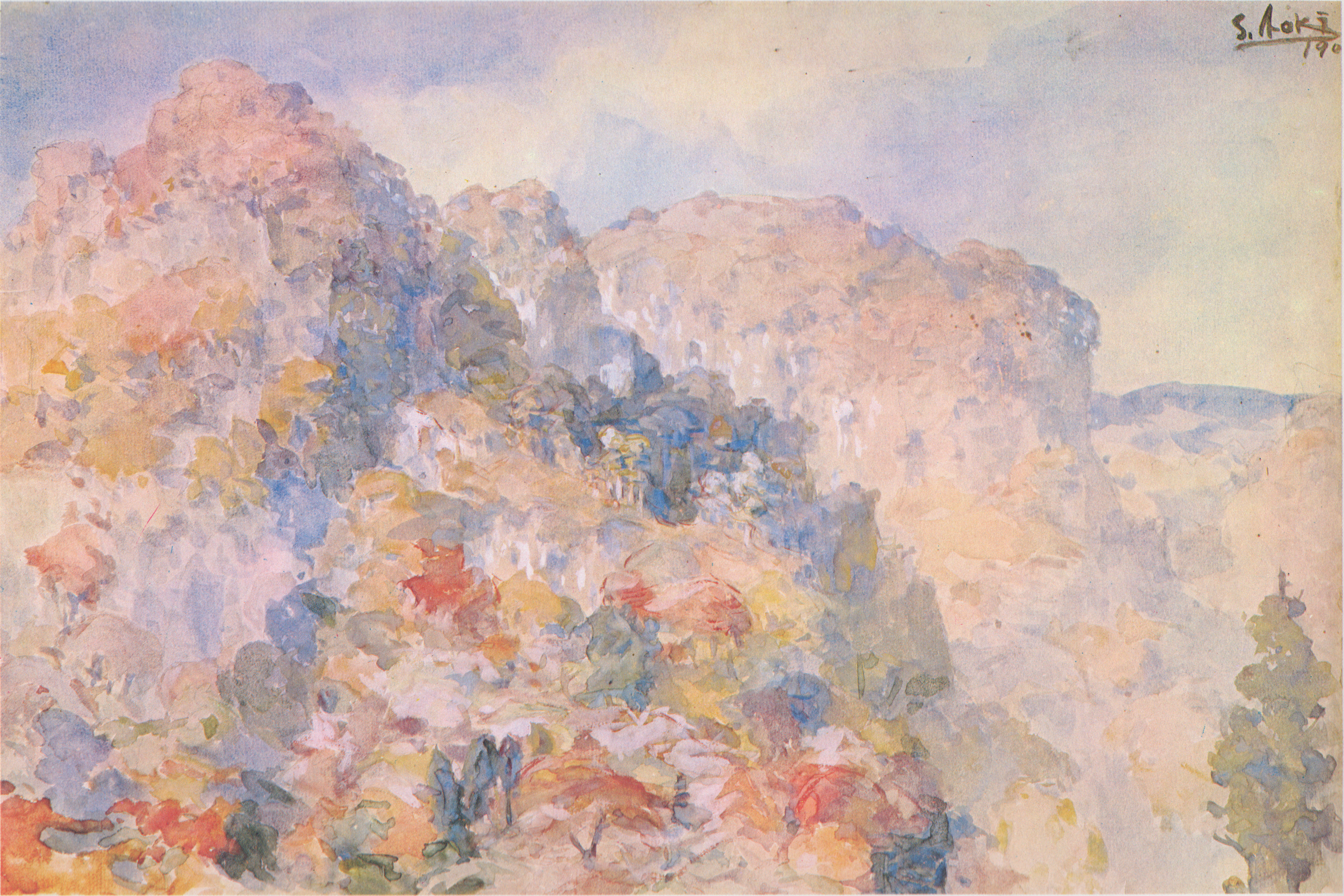
妙義山（1907年）
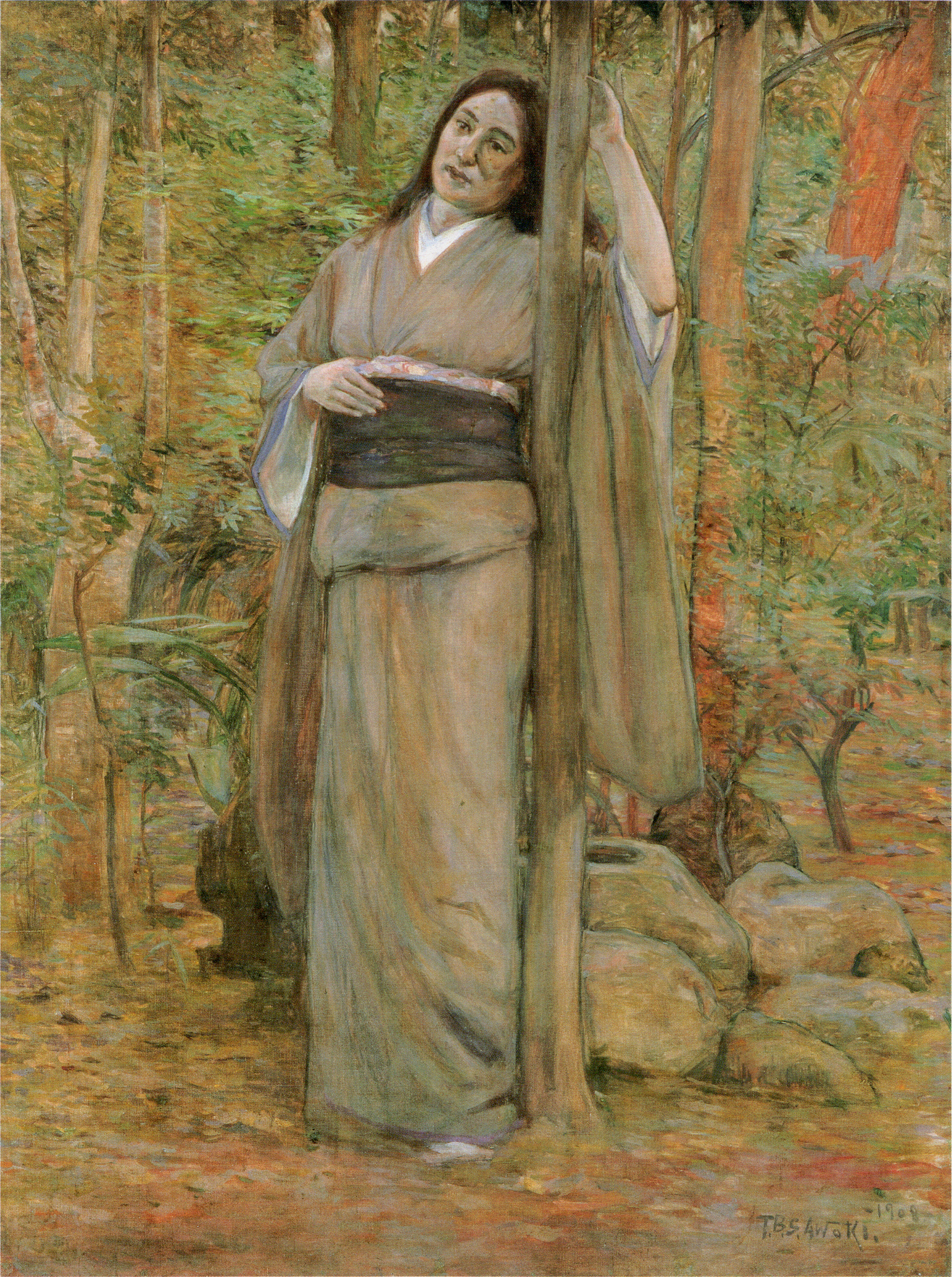
秋声(1908年、福岡市美術館蔵)モデルは明善校時代からの友人の妹で、坂田武雄の叔母。
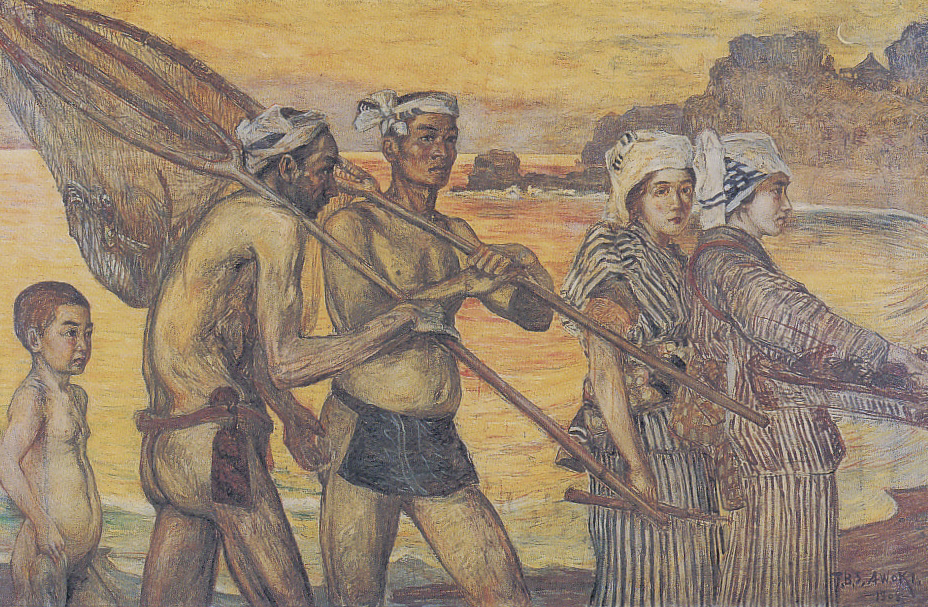
漁夫晩帰（1908年、ウッドワン美術館蔵）
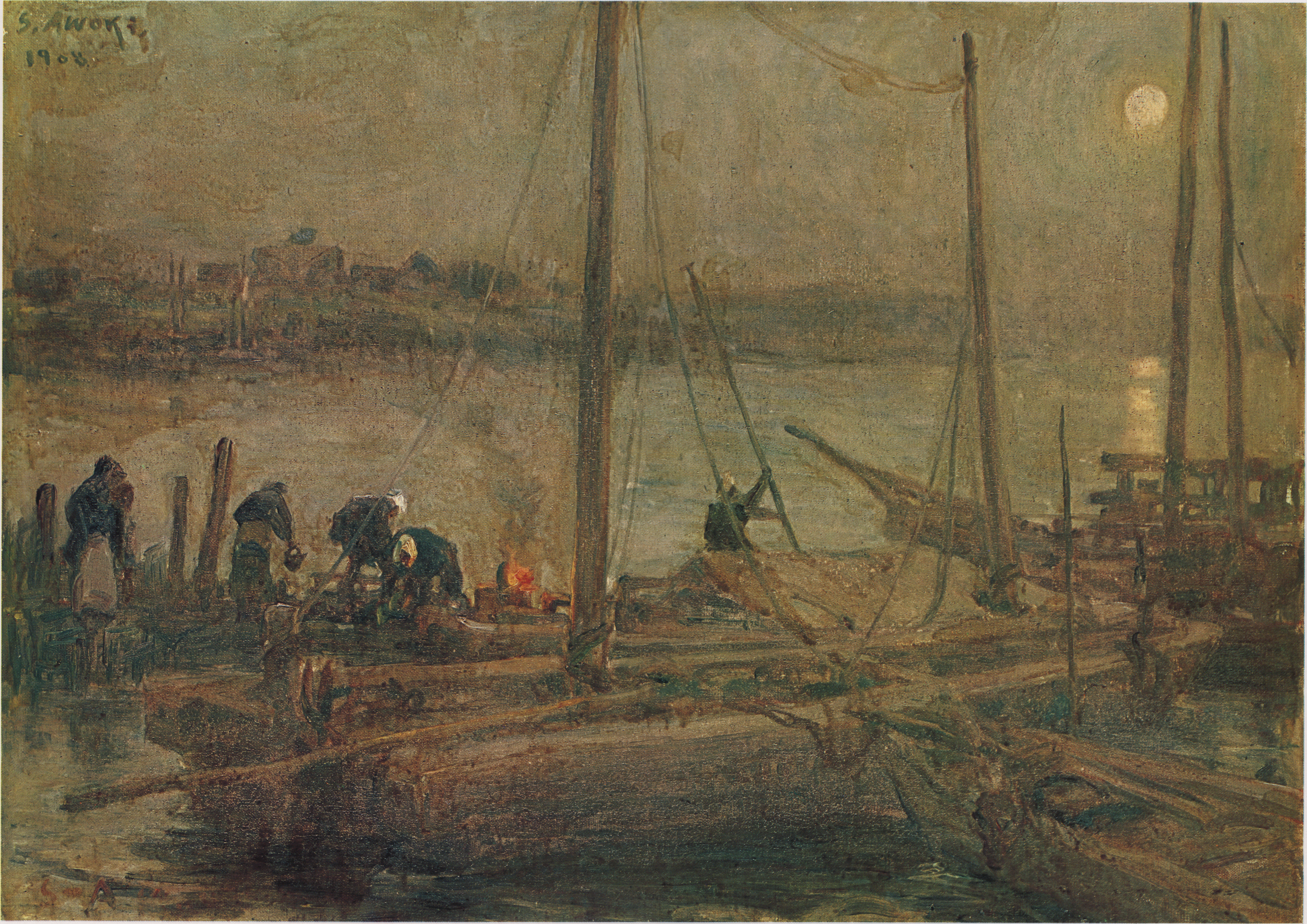
月下滞船(1908年、アーティゾン美術館蔵)
天草風景(1909年、大原美術館蔵)
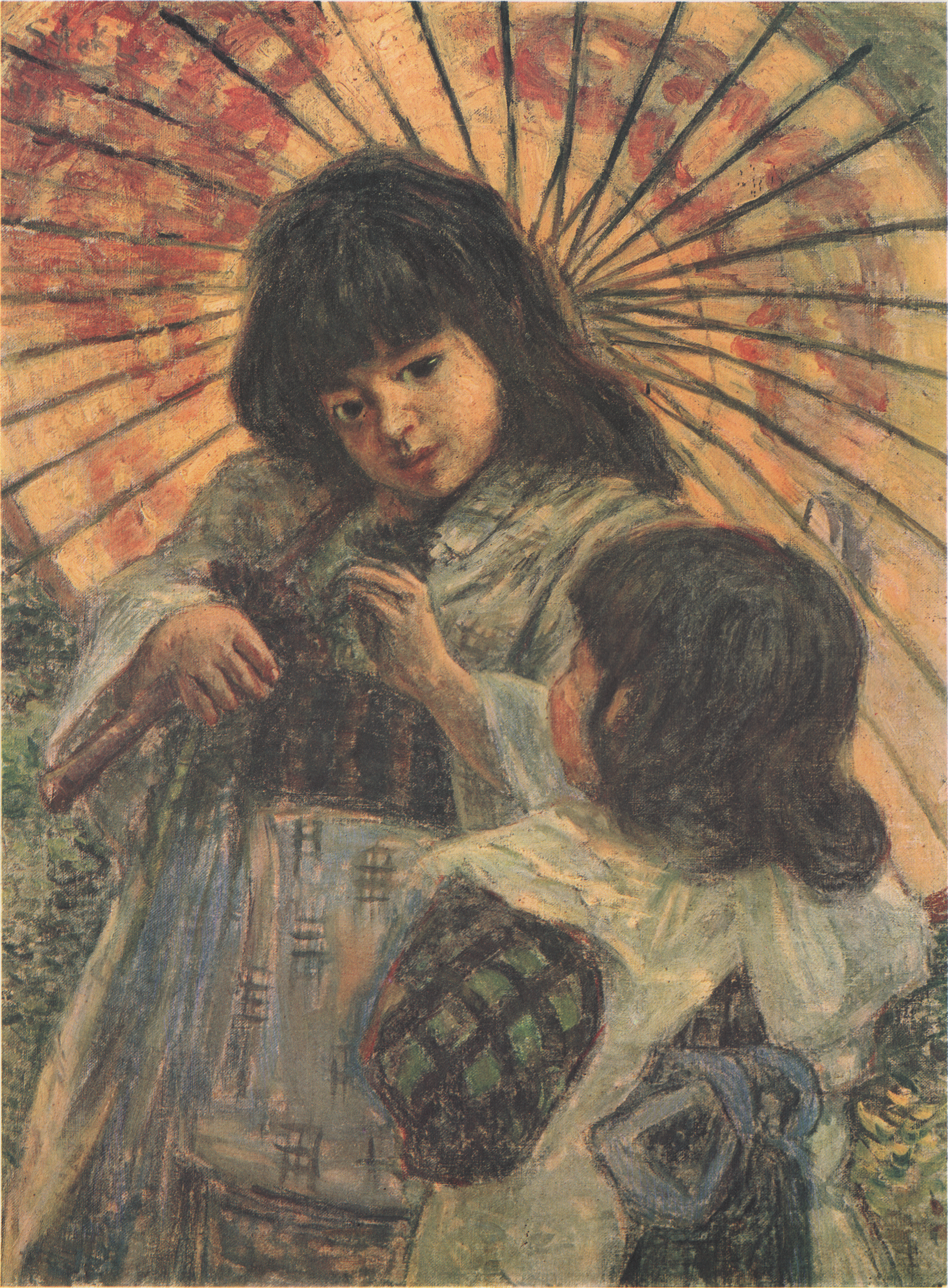
二人の少女(1909年、笠間日動美術館蔵)
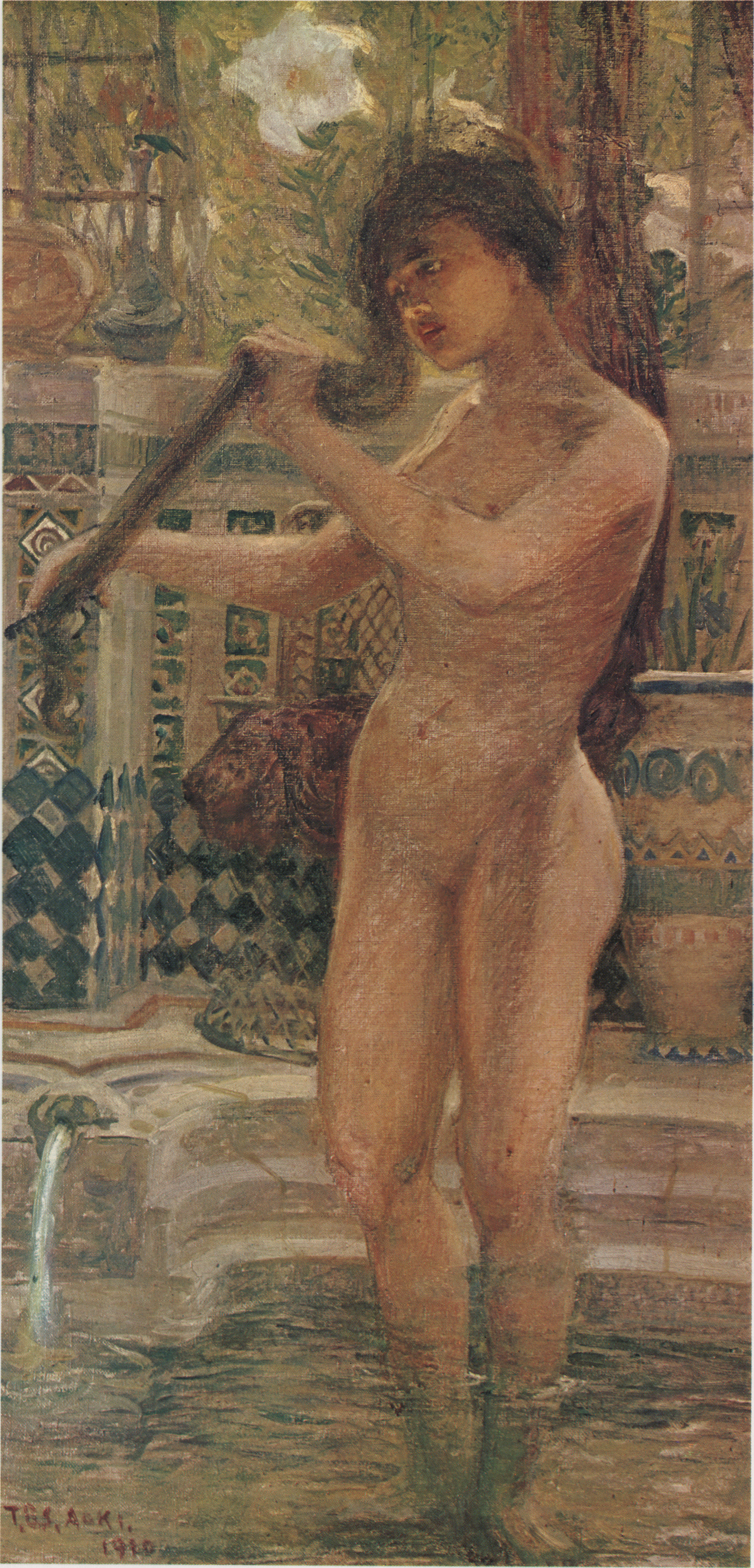
温泉（1910年）
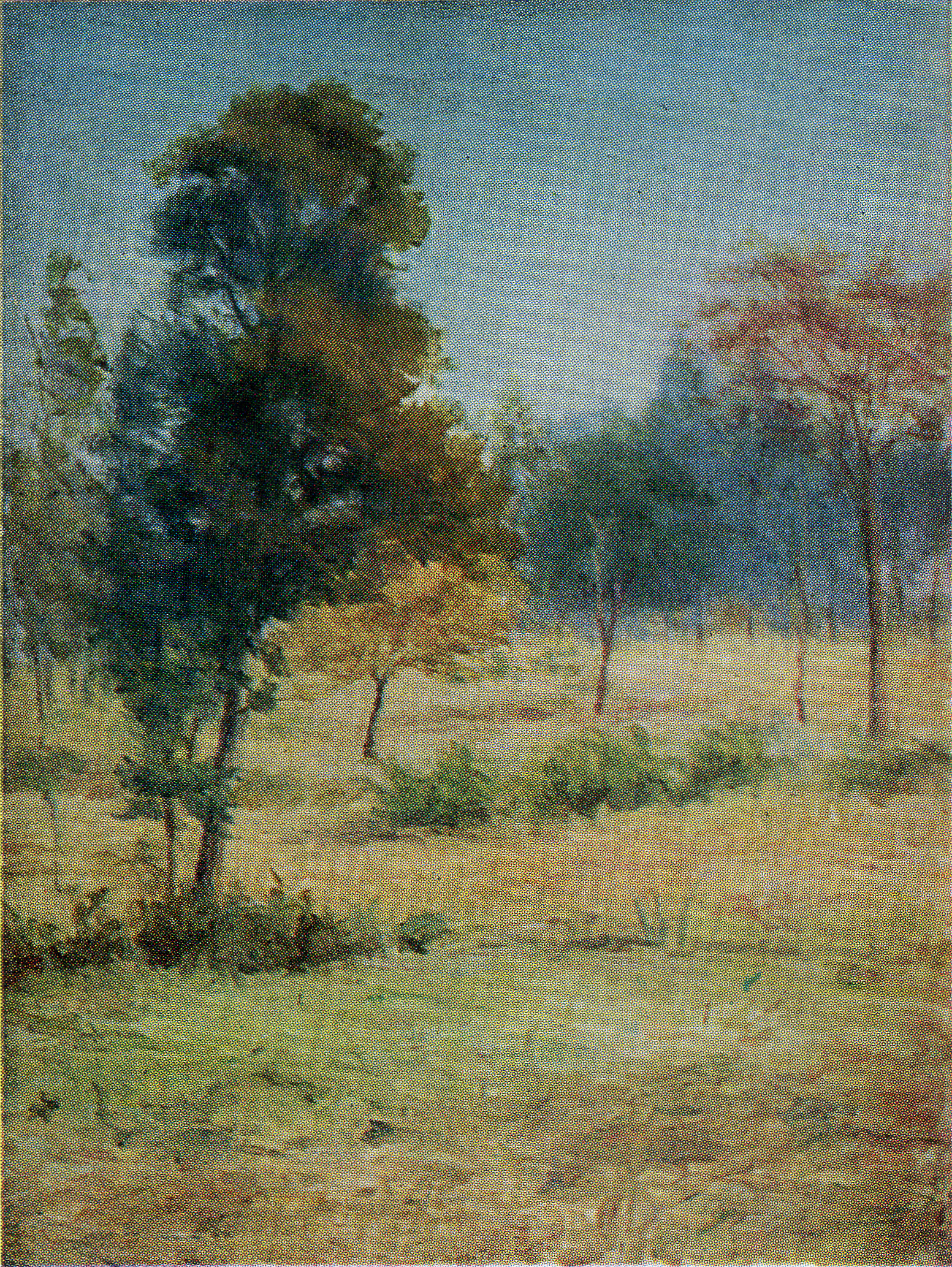
風景（1910年）
夕焼の海(1910年、河村美術館蔵)
朝日(1910年、絶筆、佐賀県立小城高等学校蔵)